# John McClelland (futbolista, nacido en 1935)
John Bonar McClelland(Bradford, 5 de marzo de 1935 – 15 de junio de 2024) fue un futbolista profesional inglés que anotó 102 goles en 373 partidos en la Football League para el Manchester City, Lincoln City, Queens Park Rangers, Portsmouth y Newport County. Jugó como extremo derecho.

## Biografía
McClelland nació en Bradford y comenzó su carrera en el fútbol profesional con el Manchester City. Se unió al Lincoln City en septiembre de 1958, en un intercambio parcial por George Hannah, y en su segunda temporada fue el máximo goleador del club con 18 goles. El Queens Park Rangers pagó £14,000 por sus servicios al comienzo de la temporada 1961-62. Permaneció allí dos años antes de trasladarse al Portsmouth por £10,000, donde pasó cinco años antes de terminar su carrera con el Newport County en 1968-69.
McClelland estuvo casado con la ex velocista Heather Armitage. Falleció el 15 de junio de 2024, a la edad de 89 años.

## Carrera
Clubes
- Manchester City: 8 apariciones en liga de 1956 a 1958, 2 goles.
- Lincoln City: 121 apariciones en liga de 1958 a 1961, 32 goles.
- Queens Park Rangers: 71 apariciones en liga de 1961 a 1963, 22 goles.
- Portsmouth: 137 apariciones en liga hasta 1968, 36 goles.
- Condado de Newport: 36 apariciones en liga de 1968 a 1969, 10 goles.

Durante su carrera, hizo un total de 373 apariciones en liga y anotó 102 goles.